# Mosa Walsalam Sastriyar
Mosa Walsalam Sastriyar (1847 en Thirupuram, Kerala - Thriuvananthapuram, 20 de febrero de 1916), fue un poeta, compositor, cantante y reformador social indio. Su nombre verdadero era Valsalam Mosa.
Fue bautizado como "Valsala Shasthri" por la Metropolitan de Malabar, en 1883, después de escuchar su música en discursos.

## Obras
En su haber tiene un gran número de obras. Como la literaria y la música, algunos de ellos fueron publicados durante su vida misma. Entre ellos están "Gitamanjari-Garland of Songs" (1903) y "Dhyanamalika-Meditation Songs " (1916). Más adelante, en "Las obras completas de Valsala Shasthriar" fue llevada a cabo por Mr.J.John, su nieto, en 1958.
Las copias de sus trabajos publicados en 1908 y 1916 salieron a la luz por el Dr. John (Miss) Pushpita, exjefe de Departamento de Educación y Decano de la Facultad de Educación de la Universidad de Kerala, un descendiente de Shastriar. Gita Manjari, atestigua en profundidad el conocimiento de la música carnática de Valsala Shasthriar. Algunos de ellos como su obra "Swaras chitta", en la que fue recopildado junto a sus demás obras. Una persona que tuviera experiencia real sobre la música clásica, pueden producir tales composiciones. Como "Cholkottu" una de las composicionese de Deekshithar y Thirunal Swathi, ha intentado recopilar otras composiciones como, "Kaithukki Parane" en "Saveri-Rupakam," "Ananda Kirtaname" en "Shankarabharanam-Rupakam", ya que estos contienen elementos decorativo.

## Su muerte
Falleció el 20 de febrero de 1916.

## Legado
El grupo coral The Moses Walsalam, se ha unido a Mr.Richy Walsalam, para homenajear a Mosa Walsalam Sastriyar como un tributo en cuanto sus canciones.